# Гаман Микола Анатолійович
Микола Анатолійович Гаман (нар. 18 січня 1964, Нікополь, Дніпропетровська область, УРСР) — радянський футболіст, захисник та український тренер.

## Кар'єра гравця
Футбольну кар'єру розпочинав на аматорському рівні. У 1981 році перейшов до «Зірки». В своєму дебютному сезоні у складі кіровоградського клубу зіграв 1 поєдинок у Другій лізі радянського чемпіонату. Наступного сезону провів 5 поєдинків у складі «Зірки». Після цього виступав в аматорських клубах.

## Кар'єра тренера
По завершенні кар'єри гравця розпочав тренерську діяльність. Спочатку працював у дитячо-юнацькій школі нікопольського «Колосу». У липні 1999 року призначений головним тренером нікопольського «Металурга», який незабаром після цього змінив назву на «Електрометалург-НЗФ». У червні 2002 року, по завершенні сезону, залишив посаду головного тренера клубу. Потім працював в спортивній школі нікопольського «Електрометалурга» (Нікополь). Серед його вихованців чемпіон Паралімпійських ігор 2008 року в Пекіні Костянтин Симашко (у складі збірної України з футболу 7 на 7). У 2006 році, а також з серпня по 14 вересня 2012 року виконував обов'язки головного тренера «Електрометалурга».

## Досягнення

### Відзнаки
- Заслужений тренер України[4]